# België op het Eurovisiesongfestival 1995
Concours Eurovision de la Chanson - finale nationale 1995 was de Belgische preselectie voor het Eurovisiesongfestival 1995, dat gehouden zou worden in de Ierse hoofdstad Dublin.
Een professionele jury had tien kandidaten geselecteerd uit 192 inzendingen. Op 12 maart presenteerde Thierry Luthers de Belgische finale vanuit de RTBF-studio 6 in Brussel. Zeven jury's mochten hun oordeel over de liedjes uitspreken. Naast de professionele jury, was er een jury uit Brussel en uit elke Waalse provincie (Waals-Brabant, Henegouwen, Namen, Luik en Luxemburg).
Frédéric Etherlinck, de kleinzoon van Nobelprijswinnaar Maurice Maeterlinck, won de finale. Hij kreeg voor La voix est libre op het festival zelf slechts acht puntjen. Hij eindigde twintigste op 23 deelnemers.

## Uitslag
| Plaats | Artiest             | Lied              | Punten |
| ------ | ------------------- | ----------------- | ------ |
| 1      | Frédéric Etherlinck | La voix est libre | 121    |
| 2      | Belinda             | Plus jamais       | 116    |
| 3      | Power People        | Sileila           | 116    |
| 4      | Bea Luna            | L'univers         | 113    |
| 5      | Largo               | Lola              | 45     |
| 5      | Valérie Buggea      | Si un jour        | 45     |
| 7      | Nathalie Lavigne    | Si je m'envole    | 40     |
| 8      | Teddy Laventure     | Soleil et lune    | 37     |
| 9      | Dominique Malerat   | Rien que pour toi | 27     |
| 10     | Elani               | Pour l'éternité   | 7      |

## In Dublin
België trad op als 14de deelnemer van de avond, na Hongarije en voor het Verenigd Koninkrijk. Aan het einde van de avond stond België op de twintigste plaats met 8 punten.
Nederland nam niet deel in 1995.

### Gekregen punten

#### Finale
| 12 punten | 10 punten | 8 punten | 7 punten | 6 punten     |
| --------- | --------- | -------- | -------- | ------------ |
|           |           |          | - Spanje |              |
| 5 punten  | 4 punten  | 3 punten | 2 punten | 1 punt       |
|           |           |          |          | - Oostenrijk |

### Punten gegeven door België

#### Finale
Punten gegeven in de finale:
| 12 punten | Spanje              |
| 10 punten | Oostenrijk          |
| 8 punten  | Cyprus              |
| 7 punten  | Verenigd Koninkrijk |
| 6 punten  | Frankrijk           |
| 5 punten  | Noorwegen           |
| 4 punten  | Israël              |
| 3 punten  | Denemarken          |
| 2 punten  | Griekenland         |
| 1 punt    | Turkije             |

1956 · 1957 · 1958 · 1959 · 1960 · 1961 · 1962 · 1963 · 1964 · 1965 · 1966 · 1967 · 1968 · 1969 · 1970 · 1971 · 1972 · 1973 · 1974· 1975 · 1976 · 1977 · 1978 · 1979 · 1980 · 1981 · 1982 · 1983 · 1984 · 1985 · 1986 · 1987 · 1988 · 1989 · 1990 · 1991 · 1992 · 1993 · 1994 · 1995 · 1996 · 1997 · 1998 · 1999 · 2000 · 2001 · 2002 · 2003 · 2004 · 2005 · 2006 · 2007 · 2008 · 2009 · 2010 · 2011 · 2012 · 2013 · 2014 · 2015 · 2016 · 2017 · 2018 · 2019 · 2020 · 2021 · 2022 · 2023 · 2024 · 2025